# Ґром (Вармінсько-Мазурське воєводство)
Ґром (пол. Grom, нім. Grammen) — село в Польщі, у гміні Пасим Щиценського повіту Вармінсько-Мазурського воєводства.
Населення — 554 особи (2011).

## Демографія
Демографічна структура станом на 31 березня 2011 року:
|          | Загалом | Допрацездатний вік | Працездатний вік | Постпрацездатний вік |
| -------- | ------- | ------------------ | ---------------- | -------------------- |
| Чоловіки | 285     | 68                 | 194              | 23                   |
| Жінки    | 269     | 63                 | 166              | 40                   |
| Разом    | 554     | 131                | 360              | 63                   |